# Ariel Coronel
Ariel Elpidio Coronel (17 de julio de 1987) es un futbolista argentino. Se desempeña como defensor en el Club Atlético Mitre de la Primera Nacional.

## Trayectoria

### Nueva Chicago
Coronel es un futbolista surgido de la cantera del Club Atlético Nueva Chicago que debutó en el año 2009. Desde allí, empezó a afirmarse hasta convertirse en un defensor primordial. Empezó siendo un recambio de Leandro Testa. Jugaba bastante poco. A partir de la temporada 2010/2011, se ganó un lugar en el equipo compartiendo zaga con Matías Escudero y  el ya nombrado Testa. De hecho, marcó ese campeonato su primer gol en Primera división contra Acassuso.
Para la temporada 2011/2012 fue titular junto a Escudero al principio y luego fue relegado al banco de suplentes debido a la llegada de Samuel Cáceres a institución. Sin embargo, Coronel siempre se caracterizó por ser un referente dentro de la defensa de Chicago. Logró ascender a la B Nacional ganándole a Chacarita Juniors en un partido histórico, ingresando por el lesionado Matías Escudero. Asistió en el primer gol con un rechazo a Adrián Scifo, que tocó para Leonardo Carboni y este convirtió.
El martes 9 de octubre de 2012, "el Cata" renovó su contrato y extendió su lazo con el club hasta el 2014.
En la temporada 2012/13, en la que Nueva Chicago disputó el torneo de la Primera B Nacional, Coronel comenzó siendo titular. Pero luego fue desplazado por Juan José Barreña al banco de suplentes. Jugó, en total, 10 partidos en el primer semestre de la temporada y 9 en el segundo contando también la Copa Argentina.
Para la temporada 2013/14, Coronel perdería lugar en el equipo. Tan solo jugó 10 partidos en toda la temporada sin convertir goles. Su equipo fue el campeón del torneo cosechando 73 puntos.

### Comunicaciones
Luego de ascender con Chicago a la B Nacional, el club de "Mataderos" decidió no renovarle contrato debido a que el entrenador Omar Labruna no lo tendría en cuenta. Finalmente, el defensor firmó contrato por 18 meses con el Club Comunicaciones de la Primera B, tercera división del fútbol argentino. Durante su primer semestre, disputó 16 partidos sin convertir goles adquiriendo la continuidad que deseaba.

## Estadísticas
| Club                     | Temporada           | Liga  | Liga  | Copas nacionales | Copas nacionales | Torneos internacionales | Torneos internacionales | Total | Total |
| Club                     | Temporada           | Part. | Goles | Part.            | Goles            | Part.                   | Goles                   | Part. | Goles |
| ------------------------ | ------------------- | ----- | ----- | ---------------- | ---------------- | ----------------------- | ----------------------- | ----- | ----- |
| Nueva Chicago Argentina  | 2008-09             | 1     | 0     | —                | —                | —                       | —                       | 1     | 0     |
| Nueva Chicago Argentina  | 2009-10             | 3     | 0     | —                | —                | —                       | —                       | 3     | 0     |
| Nueva Chicago Argentina  | 2010-11             | 21    | 1     | —                | —                | —                       | —                       | 21    | 1     |
| Nueva Chicago Argentina  | 2011-12             | 34    | 0     | 1                | 0                | —                       | —                       | 35    | 0     |
| Nueva Chicago Argentina  | 2012-13             | 18    | 1     | 1                | 0                | —                       | —                       | 19    | 1     |
| Nueva Chicago Argentina  | 2013-14             | 10    | 0     | —                | —                | —                       | —                       | 10    | 0     |
| Nueva Chicago Argentina  | Total               | 86    | 2     | 2                | 0                | 0                       | 0                       | 88    | 2     |
| Comunicaciones Argentina | 2014                | 16    | 0     | —                | —                | —                       | —                       | 16    | 0     |
| Comunicaciones Argentina | Total               | 102   | 2     | 2                | 0                | 0                       | 0                       | 104   | 2     |
| Total en su carrera      | Total en su carrera | 102   | 2     | 2                | 0                | 0                       | 0                       | 104   | 2     |
| 1. 2.                    |                     |       |       |                  |                  |                         |                         |       |       |

## Palmarés
| Título                    | Club          | País      | Año       |
| ------------------------- | ------------- | --------- | --------- |
| B Metropolitana (Ascenso) | Nueva Chicago | Argentina | 2011-2012 |
| B Metropolitana           | Nueva Chicago | Argentina | 2013-2014 |